# OnePlus X
Le OnePlus X est le troisième téléphone de la marque OnePlus, sorti le 4 novembre 2015 en version basique (verre noir Onyx) et le 25 novembre 2015 en finition céramique. Il est une alternative au OnePlus 2, avec des caractéristiques techniques similaires au OnePlus One dans un format plus petit (5 pouces au lieu de 5,5"). OnePlus commence à vendre le téléphone via invitation, comme pour ses précédents modèles.

## Spécifications
Le OnePlus X est un smartphone qualifié selon le site Frandroid, de milieu de gamme. Deux modèles sont proposés, Onyx et Ceramic, ce dernier étant en édition limitée. 
Le smartphone est équipé d'un processeur « Qualcomm Snapdragon 801 » épaulé par 3 Go de RAM. Il n'existe qu'une seul version de capacité de stockage : 16 Go.